# Cătălin Tecuceanu
Cătălin Tecuceanu (né le 9 septembre 1999 à Tecuci, en Roumanie) est un athlète italien, spécialiste du 800 mètres.

## Biographie
Né en 1999 en Roumanie, il rejoint ses parents en Italie en 2008. Il obtient la nationalité italienne en 2021 et est autorisé à concourir pour son nouveau pays à partir du 9 mars 2022. Trois mois plus tard, il décroche sa première médaille internationale en se classant troisième des Jeux méditerranéens, à Oran en Algérie. Il obtient son premier titre de champion d'Italie le 26 juin 2022 à Rieti, puis atteint les demi-finales des Championnats du monde d'athlétisme 2022 à Eugene.
En début de saison 2023, Tecuceanu devient champion d'Italie en salle du 800 m, puis se classe 7e des championnats d'Europe en salle disputés à Istanbul. Aux championnats du monde 2023, il est éliminé en demi-finale du 800 m après avoir néanmoins porté son record personnel à 1 min 44 s 79.
Le 23 février 2024 à Madrid, il établit un nouveau record d'Italie en salle du 800 m en 1 min 45 s 00. Il décroche le bronze aux Championnats d'Europe de Rome.
Lors du meeting Herculis, il échoue de peu contre le record d'Italie, en réalisant 1 min 43 s 75.

## Palmarès

### International
| Date | Compétition                    | Lieu     | Résultat | Épreuve | Temps         |
| ---- | ------------------------------ | -------- | -------- | ------- | ------------- |
| 2022 | Jeux méditerranéens            | Oran     | 3e       | 800 m   | 1 min 44 s 97 |
| 2023 | Championnats d'Europe en salle | Istanbul | 7e       | 800 m   | 1 min 48 s 54 |
| 2024 | Championnats du monde en salle | Glasgow  | 4e       | 800 m   | 1 min 46 s 39 |
| 2024 | Championnats d'Europe          | Rome     | 3e       | 800 m   | 1 min 45 s 40 |

### National
- Championnats d'Italie d'athlétisme :
  - 800 m : vainqueur en 2022
- Championnats d'Italie d'athlétisme en salle :
  - 800 m : vainqueur en 2023

## Records
| Épreuve               | Temps              | Lieu   | Date            |
| --------------------- | ------------------ | ------ | --------------- |
| 800 mètres            | 1 min 43 s 75      | Monaco | 12 juillet 2024 |
| 800 mètres (en salle) | 1 min 45 s 00 (NR) | Madrid | 23 février 2024 |